# Echinocactus platyacanthus
Echinocactus platyacanthus е вид растение от семейство Cactaceae. Видът е почти застрашен от изчезване.

## Разпространение
Разпространен е в Мексико.